# Porubaii, Kobeleakî
Porubaii (în ucraineană Порубаї) este un sat în comuna Komendantivka din raionul Kobeleakî, regiunea Poltava, Ucraina.

## Demografie
Componența lingvistică a localității Porubaii
     Ucraineană (96,3%)
     Rusă (3,7%)
Conform recensământului din 2001, majoritatea populației localității Porubaii era vorbitoare de ucraineană (96,3%), existând în minoritate și vorbitori de rusă (3,7%).